# پیچیده‌پرچم‌ها
پیچیده‌پرچم‌ها (نام علمی: Gyrostemon) نام یک سرده از خانواده پیچیده‌پرچمان است.